# Янче
Вижте пояснителната страница за други значения на Янче.
Янче (на македонска литературна норма: Јанче; на албански: Jança, Янча) е село в Северна Македония, в община Маврово и Ростуше.

## География
Селото е разположено в областта Долна река в югозападните склонове на Чаушица над река Радика.

## История
В XIX век Янче е смесено българо-торбешко село в Реканска каза на Османската империя. Църквата „Успение Богородично“ е от края на XIX век. В „Етнография на вилаетите Адрианопол, Монастир и Салоника“, издадена в Константинопол в 1878 година и отразяваща статистиката на населението от 1873 година, Янче (Yantché) е посочено като село със 100 домакинства, като жителите му са 130 помаци и 125 българи.
Според статистиката на Васил Кънчов („Македония. Етнография и статистика“) в 1900 Янче има 240 жители българи християни и 160 българи мохамедани.
На Етнографската карта на Битолския вилает на Картографския институт в София от 1901 година Янче е смесено село българи, помаци (българи мохамедани) и албанци в Реканската каза на Дебърския санджак с 62 къщи.
Цялото християнско население на селото е под върховенството на Българската екзархия. По данни на секретаря на екзархията Димитър Мишев („La Macédoine et sa Population Chrétienne“) в 1905 година в Янче има 256 българи екзархисти.
Според статистика на вестник „Дебърски глас“ в 1911 година в Янче има 38 български екзархийски и 43 помашки къщи.
При избухването на Балканската война в 1912 година 5 души от Янче са доброволци в Македоно-одринското опълчение.
На етническата си карта на Северозападна Македония в 1929 година Афанасий Селишчев отбелязва Янче като българско село.
Според преброяването от 2002 година селото има 146 жители.
| Националност     | Всичко |
| северномакедонци | 111    |
| албанци          | 2      |
| турци            | 33     |
| роми             | 0      |
| власи            | 0      |
| сърби            | 0      |
| бошняци          | 0      |
| други            | 0      |

## Личности
Родени в Янче
- Иван Дичев, македоно-одрински опълченец, 2-а рота на 1-а Дебърска дружина[10]
- Георги Иванов, македоно-одрински опълченец, 2-а рота на 1-а Дебърска дружина[11]
- Христо Симеонов, македоно-одрински опълченец, 3-а рота на 7-а Кумановска дружина, убит при Ратково[12]
- Спиро Смилев, македоно-одрински опълченец, 2-а рота на 1-а Дебърска дружина[13]
- Деспот Фиданов, македоно-одрински опълченец, 1-а и нестроева роти на 1-а Дебърска дружина[14]